# Sancti Spíritus (ort i Spanien, Kastilien och Leon)
Sancti Spíritus är en ort i Spanien.   Den ligger i provinsen Provincia de Salamanca och regionen Kastilien och Leon, i den centrala delen av landet, 230 km väster om huvudstaden Madrid. Sancti Spíritus ligger 761 meter över havet och antalet invånare är 961.
Terrängen runt Sancti Spíritus är platt.Runt Sancti Spíritus är det glesbefolkat, med 9 invånare per kvadratkilometer. Närmaste större samhälle är Ciudad Rodrigo, 16,2 km sydväst om Sancti Spíritus. Trakten runt Sancti Spíritus består i huvudsak av gräsmarker.